# Kris Menace

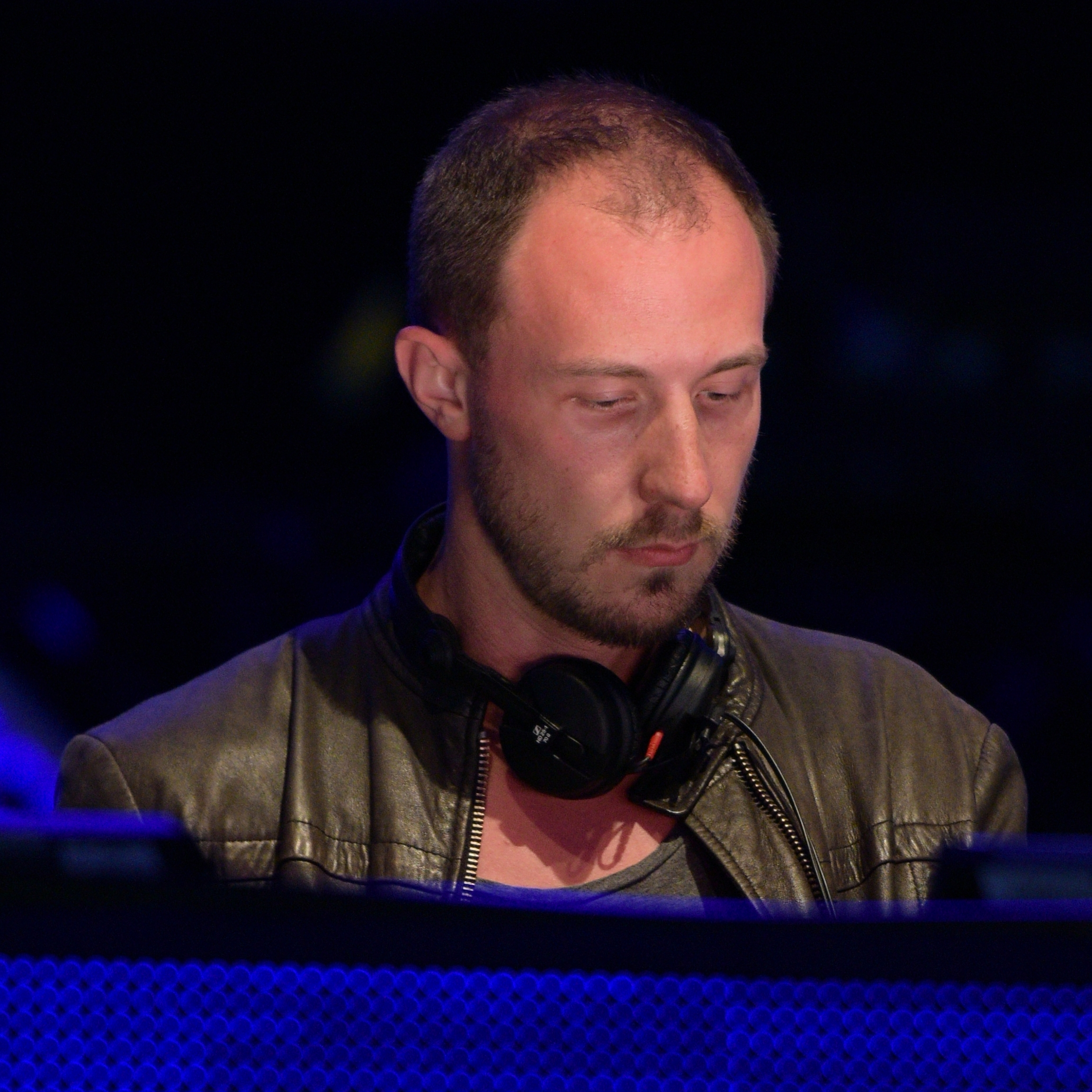
Kris Menace bei Mayday 2015

Kris Menace (* 1980 in Landau in der Pfalz; bürgerlicher Name Christoph Höffel) ist ein Musiker und Produzent elektronischer Musik.

## Werdegang
Christoph Höffel begann Mitte der 1990er Jahre als Produzent und Autor für verschiedene Chartprojekte wie beispielsweise The Disco Boys (Kontor, Superstar), Niels Van Gogh (Kosmo), Circ (Low Spirit) vorwiegend im Deutschen Raum zu arbeiten und benutzte 2005 erstmals das Pseudonym Kris Menace.
Die Debüt-Single Discopolis wurde 2005 auf dem vom Stardust-Mitglied Alan Braxe gegründeten Label Vulture Music in Frankreich veröffentlicht. Discopolis wurde später von dem englischen House-Label Defected Records re-released und erschien mit einem Musikvideo von Seb Janiak. Der Track wurde von Pete Tong in über 30 Sendungen gespielt und avancierte zur Ibiza Hymne.
Menace gründete zeitgleich das Label Compuphonic und veröffentlichte weitere Singles wie Voyage, Fairlight (feat. Fred Falke), Steamroller oder Jupiter, welcher zu einem der am meisten heruntergeladenen Tracks im Jahr 2006 im Downloadshop Beatport wurde. Eine gemeinsame Veröffentlichung mit Alan Braxe folgte im Juni 2007 mit der Single Lumberjack auf Vulture Music. 2008 veröffentlichte er zusammen mit der britischen Band Spooky den Track Stereophonic, welcher während der Winter Music Conference in Miami zur Nr. 1 der Buzz Charts und zu einer der besten Veröffentlichungen des Jahres 2008 von DMC gekürt wurde.
Menace arbeitete als Produzent und Remixer unter anderem für Depeche Mode, Robbie Williams, Lana Del Rey, Kylie Minogue, LCD Soundsystem, Underworld, Air, The Presets, Metronomy, Moby, Róisín Murphy und Tracey Thorn. Sein Remix für Monarchys The Phoenix Alive wurde für das Computerspiel FIFA 2012 lizenziert.
Menace spielte von 2005 bis 2012 als DJ regelmäßig in Clubs wie der Fabric oder dem Ministry of Sound in London, dem Razzmatazz in Barcelona, dem Amnesia und Space (Ibiza) und tourte durch Australien, Japan, Kanada, Brasilien und andere Länder. Von Juli 2009 bis Ende 2010 hatte er eine wöchentliche Radioshow beim französischen Sender Radio FG.
Im Mai 2009 veröffentlichte Menace die 3-CD-Compilation Idiosyncrasies. Die Auskopplung Lightning wurde vom kanadischen DJ U-Tern mit The-Dreams Walking on the Moon zu einem Mashup gemixt und platzierte sich in den Top 10 der US-amerikanischen Billboard Charts.
2009 gründete er mit KoweSix von Moonbootica das Project Black Van, das auf dem New Yorker Label DFA Records und dem Label 'Permanent Vacation' veröffentlichte. Ein Jahr später veröffentlichte Black Van mit der amerikanischen Band Holy Ghost! die Single Moments of Excellence. Weitere Veröffentlichungen erfolgten auf dem eigenen Label Excellent Music.
2011 gründete er mit dem New Yorker Lawrence LT Thompson und Radical Peterson (Robin Felder) die Discoband Stars on 33. Die erste Veröffentlichung Let the Music Guide You EP erschien auf dem Label Eskimo.
Anfang 2012 erschien das Instrumental-Album Electric Horizon, dessen Auskopplung 'Falling Star' für die Paralympics benutzt wurde. Ende 2012 produzierte er sein erstes Vocal-Album Features, auf dem Künstler wie Xavier Naidoo, Julian Hamilton von The Presets, Miss Kittin, Robert Owens und Romanthony vertreten sind. Das Album wurde 2013 von Künstlern wie Aeroplane, Oliver, Kölsch, Dusty Kid, Com Truise und anderen geremixt. Das Video zu der Auskopplung Hide wurde von Vimeo mit einem Staff Pick ausgezeichnet. Die Single „Waiting For You“ wurde von Kontor Records 2014 lizenziert.
Auf Arte.tv gab er sein erstes TV-Interview.
Ende 2012 veröffentlichte er unter dem Projektnamen „We Are Are We“ ein Album aus welchem der Song ‚Series‘ für die weltweite „Davidoff Cool Water Night Dive TV Campagne“ genutzt wurde.
Im Juni 2013 veröffentlichten er mit der Discoband Stars On 33 das Album This Is Love, sowie ein Live-Album, welches er in Barcelona aufgenommen hatte.
Im November 2013 erschien das vierte Studio-Album The Entirety Of Matter, mit welchem er genau ein Jahr später das erste VR 'Virtual Reality Music Video' der Welt präsentierte. Hierzu wurden die vom amerikanischen GIF Art Künstlers Matt DiVito angefertigten GIF Animationen in ein extra für das Projekt angefertigtes 3D Framework übersetzt, was in Zukunft für andere Künstler frei erhältlich sein soll. Ebenfalls kommt zum ersten Mal eine neue 3D Audio Technologie zum Einsatz, die durch die Gyro-Scope Sensortechnik eine Räumliche Darstellung emuliert.
Im September 2014 stellte er sein neues und lange zuvor angekündigtes Band-Projekt ‚Menace & Lord‘ vor, das er mit dem MTV-Award-Träger Simon Lord aus London gegründet hat. Beide unterzeichneten bei Warner / WePlay. Hier veröffentlichten sie das Album Sun, Moon & Stars.
2015 folgten diverse Veröffentlichungen zusammen mit Lifelike. Die Singles „Ready 4 Love“, „What Time Is Love“ mit KLF, „Ecstasy“ sowie eine Neuversion deren Single aus dem Jahr 2005 unter dem Namen „Discopolis 2.0“ auf Armada Music.
Nach einer längeren Pause veröffentlichte er im Januar 2020 die Single „Rome“ mit dem Sänger Millé auf RCA/Famouz/Sony. Ebenfalls erreichte der Meduza-Remix von Discopolis 2.0. innerhalb von einer Woche über 300.000 Streams auf Spotify.

## Diskographie (Auswahl)

### Alben
- 2013: Kris Menace – The Entirety of Matter
- 2013: Love On Laserdisc – Let’s Play
- 2013: Stars On 33 – This Is Love
- 2012: Kris Menace – Electric Horizon Live in Barcelona
- 2012: We Are Are We – We Are Are We
- 2012: Kris Menace – Features
- 2012: Kris Menace – Electric Horizon
- 2009: Kris Menace – Idiosyncrasies